# Hatschekia labracis
Hatschekia labracis is een eenoogkreeftjessoort uit de familie van de Hatschekiidae. De wetenschappelijke naam van de soort is voor het eerst geldig gepubliceerd in 1871 door Pierre-Joseph van Beneden. Hij trof deze parasiet aan op de kieuwen van de koekoekslipvis (Labrus trimaculatus).